# De Havilland Canada

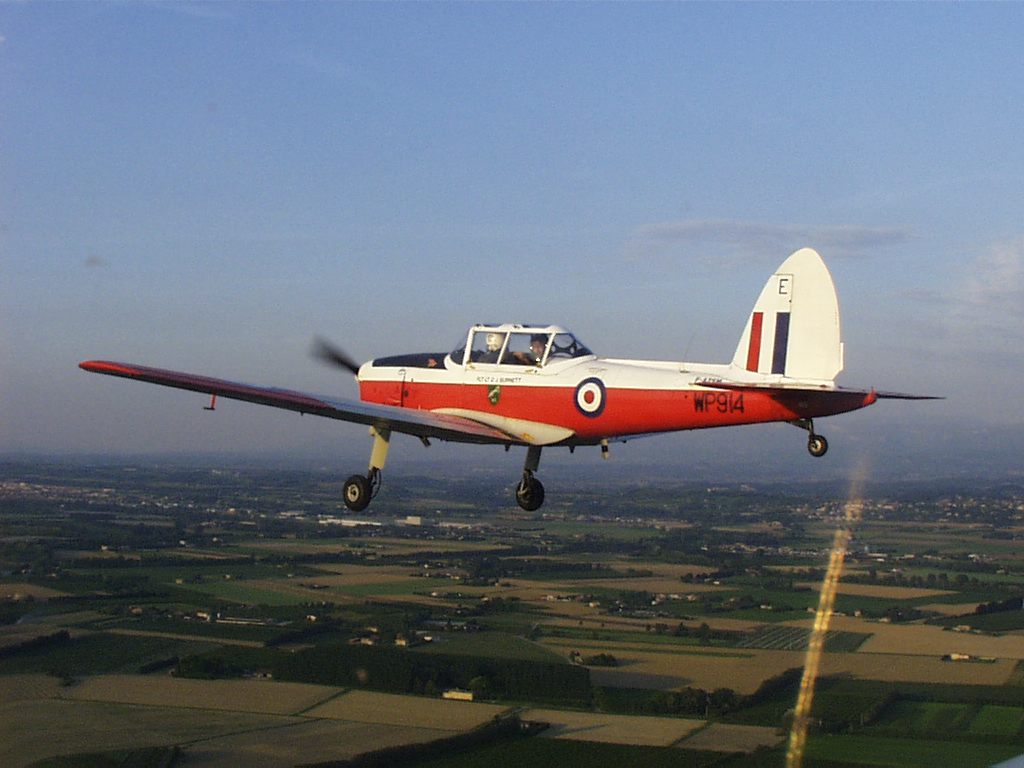
DHC-1 Chipmunk, ett skolflygplan som var DHC:s första egna projekt efter andra världskriget.

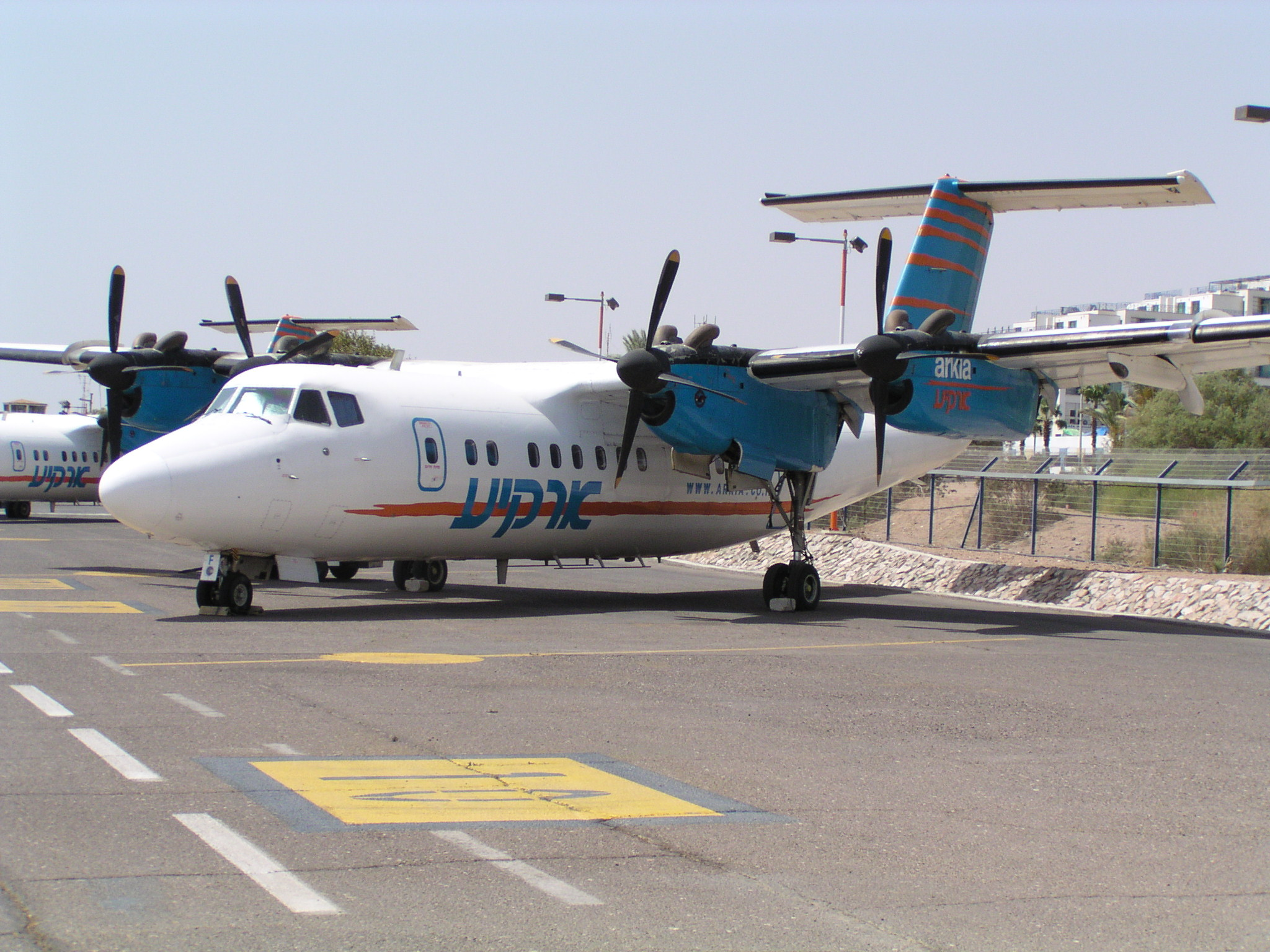
DHC-7 "Dash 7"

de Havilland of Canada (DHC) var en kanadensisk flygplanstillverkare, vilken 1992 hade gått upp i Bombardier Aerospace efter att 1986-1992 ha ägts av Boeing. Företagets mest kända flygplan är DHC-6 Twin Otter, DHC-7 och Dash-8. Följande typer användes huvudsakligen för militära ändamål: DHC-1 Chipmunk, DHC-4 Caribou och DHC-5 Buffalo.
DHC-2 Beaver och DHC-3 Otter användes för både civila och militära ändamål.

## Historik
De Havilland Canada grundades 1928 av den brittiska flygplanstillverkaren de Havilland. Under andra världskriget blev det ett statsägt kanadensiskt företag, och efter kriget började det tillverka egenkonstruerade flygplansmodeller. Företaget privatiserades på 1980-talet och såldes 1986 till Boeing, som ville stärka sin position i Kanada. Efter det att Air Canada 1988 hade valt flygplan från Airbus snarare än Boeing, meddelade Boeing att de Havilland var till salu. Företaget såldes 1992 till Bombardier Aerospace. I november 2018 tillkännagavs att Bombardier, i samband med överlåtelsen av DHC-8-produktlinjen till Longview Aviation Capital Corporation:s tidigare dotterbolag Viking Air även överlåtit varumärket ”de Havilland of Canada”. 